# 若き日の誇り
若き日の誇り（わかきひのほこり）とは法政大学の代表的な応援歌の一つである。作詞は法政大学応援団、作曲は岡本雅雄。制定年は1932年（昭和7年）といわれる。

## 概要
伝統的な法政大学の応援歌。在校生の間でも『法政大学校歌』に次ぐ知名度を誇っていると言っても過言ではない。
主に東京六大学の応援時に演奏されるほか、演奏時には応援席の観客らが声を合わせて歌う。
法大の得点時にスクラムを組んで歌うのは、普通『法政大学校歌』であるが、稀にこの歌を歌うこともある。